# Jack Clayton
Jack Clayton (East Sussex, 1 maart 1921 - Berkshire, 26 februari 1995) was een Engels filmregisseur van voornamelijk boekverfilmingen.

## Biografie

### Carrière
Clayton begon zijn carrière bij de Denham Studios van Alexander Korda, waar hij het schopte tot assisentregisseur en film editor. Na zijn dienst bij de Royal Air Force tijdens de Tweede Wereldoorlog werd hij associate producer van veel van Korda's films, om vervolgens het Oscar winnende The Bespoke Overcoat (1956) te regisseren, gebaseerd op Wolf Mankowitz' toneelversie van Nikolaj Gogols De mantel (1842).
Hij regisseerde The Pumpkin Eater (1964), Our Mother's House (1967), en zeven jaar later, de veelgeprezen Amerikaanse film The Great Gatsby (1974), gebaseerd op de gelijknamige roman van F. Scott Fitzgerald, met hoofdrollen voor Robert Redford en Mia Farrow. Waarschijnlijk als gevolg van zijn falen, nam hij negen jaar lang geen werk meer aan: in 1983 regisseerde hij Something Wicked This Way Comes, dat opnieuw een flop werd.
Zijn laatste film was het Britse The Lonely Passion of Judith Hearne (1987), waarin Maggie Smith een vrouw speelt die moeite heeft met haar leven; voor het eerst sinds jaren kreeg Clayton weer complimenten voor zijn werk.
Hij overleed op 73-jarige leeftijd.

### Privéleven
Hij was tot aan zijn dood getrouwd met de Israëlische actrice Haya Harareet.

## Filmografie
- 1956 - The Bespoke Overcoat
- 1959 - Room at the Top
- 1961 - The Innocents
- 1964 - The Pumpkin Eater
- 1967 - Our Mother's House
- 1974 - The Great Gatsby
- 1983 - Something Wicked This Way Comes
- 1987 - The Lonely Passion of Judith Hearne